# Jean-Marie Le Veneur de La Roche
 (juin 2018).
Si vous disposez d'ouvrages ou d'articles de référence ou si vous connaissez des sites web de qualité traitant du thème abordé ici, merci de compléter l'article en donnant les références utiles à sa vérifiabilité et en les liant à la section « Notes et références ».
Pour les articles homonymes, voir Le Veneur.
Jean-Marie Le Veneur de La Roche, né le 24 octobre 1756 à Gausson, mort le 18 août 1816 à Moncontour, est un officier chouan pendant la Révolution française.

## Biographie
Officier au régiment d'Artois de 1775 à 1788, il émigra aux États-Unis de 1790 à 1792.

### Chouannerie
Il revint ensuite en France pour prendre une part active au sein de l'Armée Catholique et Royale de Bretagne dans laquelle il prit le nom de "La Roche".
Il fut l'adjoint du colonel Amateur-Jérôme Le Bras des Forges de Boishardy puis fut nommé à sa succession après sa mort à la tête de la division des Côtes du Nord de l'Armée catholique et royale de Bretagne par Puisaye.
Il déposa les armes le 21 juillet 1796 avec ses chefs de division (Guillaume Le Gris-Duval, Bernard de Villeneuve dit « tonton », Dutertre le chef de la région de Plaintel, Guillaume Le Veneur), et une centaine de combattants auprès du général Jean André Valletaux. Il fut arrêté puis emprisonné à Saint-Brieuc d'où il fut libéré le 27 octobre 1799.

## Descendance
Il épousa le 4 juin 1810 à Moncontour Céleste Le Veneur, fille de François-Sébastien Le Veneur de Beauvais, et de Marianne Le Charpentier. De cette union naquirent des jumeaux décédés à la naissance le 29 septembre 1811 à Plémy.